# Tizimín
Tizimín (Yucateeks Maya: T-Tsíimin) is een stad in de Mexicaanse deelstaat Yucatán. Tizimín is de hoofdplaats van de gemeente Tizimín en heeft 44.151 inwoners (census 2005).
Tizimín is gesticht in 1544 op de plaats van een Mayanederzetting. Tizimín komt uit het Yucateeks Maya en betekent tapir. De plaats is vooral bekend vanwege de lokale viering van Driekoningen.